# Born SF
Born SF is een serie sciencefictionboeken in pocketvorm van de Nederlandse Born NV Uitgeversmaatschappij te Amsterdam-Assen. 
Vanaf de jaren zestig werd het sciencefictiongenre populair in Nederland en België en er waren dan ook een aantal uitgeverijen die, in een relatief korte tijd, de belangrijkste Engelstalige werken vertaalden en uitgaven. Er werden SF-series uitgegeven door onder andere Uitgeverij Luitingh, Elsevier, Bruna met Bruna SF, Fontein met Fontein SF, Scala met Scala SF, Het Spectrum met Prisma SF, Meulenhoff met M=SF en uitgeverij Elmar met Elmar SF. 
De eerste serie Born SF liep van 1968 tot en met 1978 en telde 76 titels. Deze serie liep in de laatste twee jaren samen met een tweede serie Born Nova van 1977 tot 1978 die werd stopgezet na slechts 12 delen.
De eerste vier deeltjes die in 1968 voor het eerst het levenslicht zagen, kregen het jaar daarop bij dezelfde uitgeverij een tweede druk.

## Overzicht uitgaves
| Nr.       | Schrijver                       | Titel                                   | Originele titel                       | Jaar      |
| Born SF   |                                 |                                         |                                       | 1968-1978 |
| 1         | Poul Anderson                   | Geen plaats meer op aarde               | Orbit Unlimited                       | 1968      |
| 2         | D.F. Jones                      | Afmars der vrouwen                      | Implosion                             | 1968      |
| 3         | Philip José Farmer              | De nacht van het licht                  | Night of Light                        | 1968      |
| 4         | Philip K. Dick                  | Laarzen in de nacht                     | The Man in the High Castle            | 1968      |
| 5         | Brian Aldiss                    | Monsterlijke uitdaging                  | No Time Like Tomorrow                 | 1969      |
| 6         | Jack Finney                     | Het zaad van de ondergang               | The Body Snatchers                    | 1969      |
| 7         | James Blish                     | De goddeloze tuin van Eden              | A Case of Conscience                  | 1969      |
| 8         | Poul Anderson                   | Een gok om drie werelden                | Three Worlds to Conquer               | 1969      |
| 9         | Frederik Pohl & Cyril Kornbluth | De magnaten van de ruimte               | The Space Merchants                   | 1969      |
| 10        | Philip K. Dick                  | De Aarde als hoofdprijs                 | Solar Lottery                         | 1969      |
| 11        | James White                     | In de ban van het gevaar                | All Judgment Fled                     | 1969      |
| 12        | Algis Budrys                    | Terugkeer in de toekomst                | The Iron Thorn                        | 1969      |
| 13        | Philip K. Dick                  | De elektrische nachtmerrie              | Do Androids Dream of Electric Sheep   | 1969      |
| 14        | William F. Temple               | De vleespotten van Sansato              | The Fleshpots of Sansato              | 1969      |
| 15        | Brian Aldiss                    | De donkere lichtjaren                   | The Dark Light-Years                  | 1970      |
| 16        | Philip José Farmer              | De god van het vlees                    | Flesh                                 | 1969      |
| 17        | Piers Anthony                   | Sos de demon                            | Sos the Rope                          | 1970      |
| 18        | Algis Budrys                    | Metalen man uit Rusland                 | Who?                                  | 1970      |
| 19        | Douglas R. Mason                | De rebellen van Utopia                  | Eight Against Utopia                  | 1970      |
| 20        | Keith Roberts                   | Invasie van giganten                    | The Furies                            | 1970      |
| 21        | Avram Davidson                  | Het eiland onder de Aarde               | The Island under the Earth            | 1970      |
| 22        | Jack Vance                      | Blauwe wereld                           | The Blue World                        | 1970      |
| 23        | Poul Anderson                   | Kruistocht in de ruimte                 | The High Crusade                      | 1970      |
| 24        | Curtis W. Casewit               | De vredestichters                       | The Peacemakers                       | 1970      |
| 25        | Vincent King                    | De kaars van de duisternis              | Light a Last Candle                   | 1970      |
| 26        | Frederik Pohl & Cyril Kornbluth | De beulen van de beurs                  | Gladiator-at-Law                      | 1970      |
| 27        | Michael Moorcock                | God uit de machine                      | The Final Programme                   | 1970      |
| 28        | Ted White & Dave Van Arnam      | Landing der engelen                     | Sideslip                              | 1970      |
| 29        | James Blish                     | Het helse paasvuur                      | Black Easter                          | 1971      |
| 30        | John Brunner                    | De vruchten van de waanzin              | Bedlam Planet                         | 1971      |
| 31        | Philip K. Dick                  | In de ban van de bom                    | The Zap Gun                           | 1971      |
| 32        | Philip José Farmer              | Wereldoorlog op de maan                 | Tongues of the Moon                   | 1970      |
| 33        | Poul Anderson                   | Gevecht met de goden                    | World without Stars                   | 1971      |
| 34        | Frederik Pohl                   | De onsterfelijke diepvriesmens          | The Age of the Pussyfoot              | 1971      |
| 35        | Daniel Keyes                    | Het genie in de muizeval                | Flowers for Algernon                  | 1971      |
| 36        | Piers Anthony                   | De hel van de hemel                     | Chton                                 | 1971      |
| 37        | Avram Davidson                  | Veldslag der vrouwen                    | Mutiny in Space                       | 1971      |
| 38        | John Brunner                    | Paria's van het paradijs                | Catch the Falling Star                | 1971      |
| 39        | Edmund Cooper                   | Heerschappij van de vrouwen             | Five to Twelve                        | 1972      |
| 40        | Philip José Farmer              | Het mes van de macht                    | The Day of Timestop                   | 1972      |
| 41        | John Brunner                    | Reiziger in de chaos                    | The Traveler in Black                 | 1972      |
| 42        | Keith Roberts                   | Dodendans met het Romeinse Rijk         | Pavane                                | 1972      |
| 43        | Philip K. Dick                  | De drie stigmata van Palmer Eldritch    | The Three Stigmata of Palmer Eldritch | 1972      |
| 44        | Fred Hoyle & Geoffrey Hoyle     | Wedloop om Achilles                     | Fifth Planet                          | 1972      |
| 45        | Philip José Farmer              | De wereld van de walvis                 | The Wind Whales of Ishmael            | 1972      |
| 46        | Michael Moorcock                | Emigranten voor Utopia                  | The Black Corridor                    | 1972      |
| 47        | Poul Anderson                   | De gevangenen van Atlantis              | The Dancer from Atlantis              | 1973      |
| 48        | Bob Shaw                        | Het dubbelbestaan van John Breton       | The Two-Timers                        | 1973      |
| 49        | Suzette Haden Elgin             | Uiterst of de planeet der gemiddelden   | Furthest                              | 1973      |
| 50        | Piers Anthony & Robert Margroff | In de macht van de ring                 | The Ring                              | 1973      |
| 51        | Poul Anderson                   | Duivelswereld                           | Satan’s World                         | 1973      |
| 52        | Edmund Cooper                   | Dagen van gekken en dwazen              | All Fools Day                         | 1973      |
| 53        | James Blish                     | Midzomereeuw - In gevecht met de vogels | Midsummer Century                     | 1973      |
| 54        | Fritz Leiber                    | In de macht van morgen                  | The Big Time                          | 1973      |
| 55        | George Zebrowski                | Het punt Omega                          | The Omega Point                       | 1973      |
| 56        | Ron Goulart                     | De grote chaos                          | After Things Fell Apart               | 1973      |
| 57        | Fred Hoyle & Geoffrey Hoyle     | Inferno                                 | The Inferno                           | 1974      |
| 58        | Poul Anderson                   | Komt tijd...                            | There will be Time                    | 1974      |
| 59        | Michael Coney                   | In strijd met de waarheid               | Mirror Image                          | 1974      |
| 60        | Fred Hoyle                      | De zwarte wolk                          | The Black Cloud                       | 1974      |
| 61        | Phyllis Gotlieb                 | Psi-kinderen                            | Sunburst                              | 1975      |
| 62        | Philip K. Dick                  | De partner-industrie                    | We Can Build You                      | 1975      |
| 63        | James Blish                     | Zolang het duurt                        | And All the Stars a Stage             | 1975      |
| 64        | John Brunner                    | Voorland                                | Total Eclipse                         | 1976      |
| 65        | Richard Cowper                  | De ondergang van Briareus               | The Twilight of Briareus              | 1976      |
| 66        | Walter M. Miller                | Een loflied voor Leibowitz              | A Canticle for Leibowitz              | 1976      |
| 67        | Ray Bradbury                    | De geïllustreerde man                   | The Illustrated Man                   | 1976      |
| 68        | Richard Cowper                  | Kuldesak                                | Kuldesak                              | 1976      |
| 69        | Christopher Priest              | Omgekeerde wereld                       | Inverted World                        | 1977      |
| 70        | John Brunner                    | De stad is een schaakbord               | The Squares of the City               | 1976      |
| 71        | Ray Bradbury                    | Aan het prikken van mijn duimen         | Something Wicked This Way Comes       | 1976      |
| 72        | Piers Anthony                   | Var de stok                             | Var the Stick                         | 1976      |
| 73        | Keith Roberts                   | De krijtreuzen                          | The Chalk Giants                      | 1978      |
| 74        | Frank Herbert                   | De godenmakers                          | The God Makers                        | 1978      |
| 75        | Clifford D. Simak               | Ring om de zon                          | Ring Around the Sun                   | 1978      |
| 76        | Christopher Priest              | Vuurstorm                               | Real-Time World                       | 1978      |
| Born Nova |                                 |                                         |                                       | 1977-1978 |
| 1         | Robert Heinlein                 | Tussen de planeten                      | Between Planets                       | 1977      |
| 2         | Fritz Leiber                    | Verzamel, duisternis!                   | Gather, Darkness                      | 1977      |
| 3         | Robert Heinlein                 | De rode planeet                         | Red Planet                            | 1977      |
| 4         | Isaac Asimov                    | Een man alleen                          | Space Ranger                          | 1977      |
| 5         | Michael Moorcock                | De ijsschoener                          | The Ice Chooner                       | 1977      |
| 6         | Ray Bradbury                    | De R van raket                          | R is for Rocket                       | 1977      |
| 7         | Robert Heinlein                 | Tijd voor de sterren                    | Time for the Stars                    | 1978      |
| 8         | Isaac Asimov                    | Piraten van de asteroïden               | Pirats of the Asteroids               | 1978      |
| 9         | Michael Moorcock                | Het juweel in de schedel                | The Jewel in the Skull                | 1978      |
| 10        | Robert Heinlein                 | Ruimteschip Galileo                     | Rocketship Galileo                    | 1978      |
| 11        | Isaac Asimov                    | De grote zon van Mercurius              | The Big Sun of Mercury                | 1978      |
| 12        | Robert Heinlein                 | Het sterrebeest                         | The Star Beast                        | 1978      |